# نائوموفکا
نائوموفکا (انگلیسی: Naumovka) یک شهرک در شهرستان استرلیتاماکسکی استان باشقیرستان کشور روسیه است.